# Marcin Basiak
Marcin Basiak (ur. 21 kwietnia 1981) – polski piłkarz ręczny, skrzydłowy, trener.
Wychowanek Stali Mielec, grał także w klubach austriackich i niemieckich. W 2008 powrócił do Stali, debiutując w jej barwach w sezonie 2008/2009 w Ekstraklasie. W sezonie 2011/2012, w którym rozegrał 20 meczów i rzucił 18 bramek, wywalczył z mieleckim zespołem brązowy medal mistrzostw Polski.
W sezonie 2012/2013 występował w grającym w Superlidze AZS-ie Czuwaj Przemyśl. W sezonie 2013/2014 był zawodnikiem SPR-u Tarnów, w którym rozegrał 24 mecze i zdobył 121 bramki, zajmując 15. miejsce w klasyfikacji najlepszych strzelców I ligi. W 2014 powrócił do Stali Mielec. Od wiosny 2015 zmagał się z kontuzją zerwanego ścięgna Achillesa. Pod koniec 2015 odszedł z mieleckiej drużyny, deklarując zakończenie kariery. Wznowił ją latem 2016, ponownie zostając graczem Stali. W sezonie 2016/2017 rozegrał w Superlidze 25 meczów i rzucił 34 gole. W sezonie 2017/2018 wystąpił w 11 spotkaniach, w których zdobył sześć bramek. W 2018 zakończył sportową karierę.
W maju 2019 był trenerem Stali Mielec, utrzymując ją, po barażu, w Superlidze.